# Tyndall-Gletscher (Alaska)
Der Tyndall-Gletscher ist ein 22 km langer Gletscher im US-Bundesstaat Alaska. Er befindet sich im Wrangell-St.-Elias-Nationalpark etwa 110 km nordwestlich der Siedlung Yakutat.

## Geografie
Der Tyndall-Gletscher hat sein Nährgebiet an der Südwestflanke des Mount Saint Elias auf einer Höhe von 2400 m. Von dort strömt der im Mittel 1,6 km breite Gletscher in südsüdwestlicher Richtung zum  Taan-Fjord, der sich zur Icy Bay hin öffnet. 

## Namensgebung
Benannt wurde der Gletscher nach John Tyndall (1820–1893), einem britischen Physiker, Naturphilosophen und Glaziologen.

## Gletscherrückgang
Noch 1961 füllte der Tyndall-Gletscher den Taan-Fjord aus. Die rasch voranschreitende Erwärmung der folgenden Jahrzehnte führte zu einem Rückzug des Gletschers um 17 km, sein Eis wurde 400 m dünner (→ Gletscherschwund seit 1850). Im Jahr 1991 kam der Gletscherrückzug an einer flachen Verengung des Gesteins am oberen Ende des Fjords vorläufig zum Stillstand.
Gletschereis und Permafrost stabilisieren Bergflanken. Der Gletscherrückgang führt zum einen zu einer Destabilisierung der Hänge und lässt ein Abrutschen großer Gesteinsmassen wahrscheinlicher werden, zum anderen bilden sich am Gletscherende größere Gewässer. Dies gilt besonders für glazial geprägte Küsten wie in Alaska. Am 17. Oktober 2015 kam es am Ende des Tyndall-Gletscher zu einer massiven Hangrutschung (→ Bergrutsch in der Icy Bay). Etwa 180 Mio. Tonnen Material gingen mit einer Geschwindigkeit von bis zu 162 km/h in den Fjord ab. Die Gesteinsmassen bewegten sich mehrere Kilometer entlang des Fjordes. Der Erdrutsch löste einen Megatsunami aus, der auf der gegenüberliegenden Seite des Tals eine Auflaufhöhe von ca. 193 m erreichte. An der Mündung des 17 km langen Fjords wies die Wasserwelle noch eine Höhe von 15 m auf.